# Estadio Ciudad de Coímbra
El Estadio Ciudad de Coímbra (en portugués Estadio Cidade de Coimbra) es un estadio de fútbol ubicado en la ciudad de Coímbra, Región Centro, Portugal. Fue inaugurado en 2003, pertenece a la Cámara Municipal de Coímbra y es utilizado por el Académica de Coimbra.

## Inauguración
El Estadio Cidade de Coimbra fue inaugurado el 27 de septiembre de 2003 con un concierto de los Rolling Stones al que asistieron 50 000 personas.
El primer partido oficial se disputó el 29 de octubre de 2003 y enfrentó al Académica con el Benfica, en partido correspondiente a la tercera jornada de la Primera División de Portugal de la temporada 2003/04. El resultado fue de 1:3 a favor de los visitantes, con goles de Sokota, Simão y Roger. El gol del Académica lo marcó el defensa benfiquista Argel en propia meta en el minuto 6, consiguiendo así el primer gol del remozado Estádio Cidade de Coimbra.

## Historia
El Estádio Municipal de Coimbra, también conocido como Estádio do Calhabé por estar construido en la zona del mismo nombre, tenía capacidad para 15 000 espectadores y fue edificado en la década de los 40.
Con motivo de la disputa de la Eurocopa 2004 en Portugal, el antiguo Estádio Municipal de Coimbra fue remodelado para albergar partidos de dicha competición. El proyecto de reurbanización de la zona llamado EuroStadium alberga también un complejo de piscinas, un pabellón polideportivo y un centro comercial Dolce Vita, además de varios edificios de apartamentos y numerosos locales comerciales en el interior y el exterior del estadio.
La remodelación aprovechó las infraestructuras existentes, conservando por ejemplo la pista de atletismo. Las viejas gradas fueron acondicionadas y se construyó un nuevo anillo encima de estas, duplicando así la capacidad del estadio hasta las 30 000 personas sentadas.
El 2 y 3 de octubre de 2010 actuó el grupo irlandés U2 con la gira 360°.

## Partidos de la Eurocopa de 2004 disputados en el Estadio Ciudad de Coímbra
Se jugaron los siguientes partidos del grupo B en la Primera Fase:
| 17 de junio de 2004, 17:00 | Inglaterra                  | 3:0 (1:0) | Suiza | Estadio Ciudad de Coímbra, Coímbra                                  |                                                                     |
|                            | Rooney 23', 75' Gerrard 82' |           |       | Asistencia: 28.214 espectadores Árbitro(s): Valentin Ivanov (Rusia) | Asistencia: 28.214 espectadores Árbitro(s): Valentin Ivanov (Rusia) |

| 21 de junio de 2004, 19:45 | Suiza         | 1:3 (1:1) | Francia                   | Estadio Ciudad de Coímbra, Coímbra                                    |                                                                       |
|                            | Vonlanthen 2' |           | Zidane 43' Henry 76', 84' | Asistencia: 28.111 espectadores Árbitro(s): Luboš Michel (Eslovaquia) | Asistencia: 28.111 espectadores Árbitro(s): Luboš Michel (Eslovaquia) |

## Partidos de la Selección Portuguesa disputados en el Estadio Ciudad de Coímbra

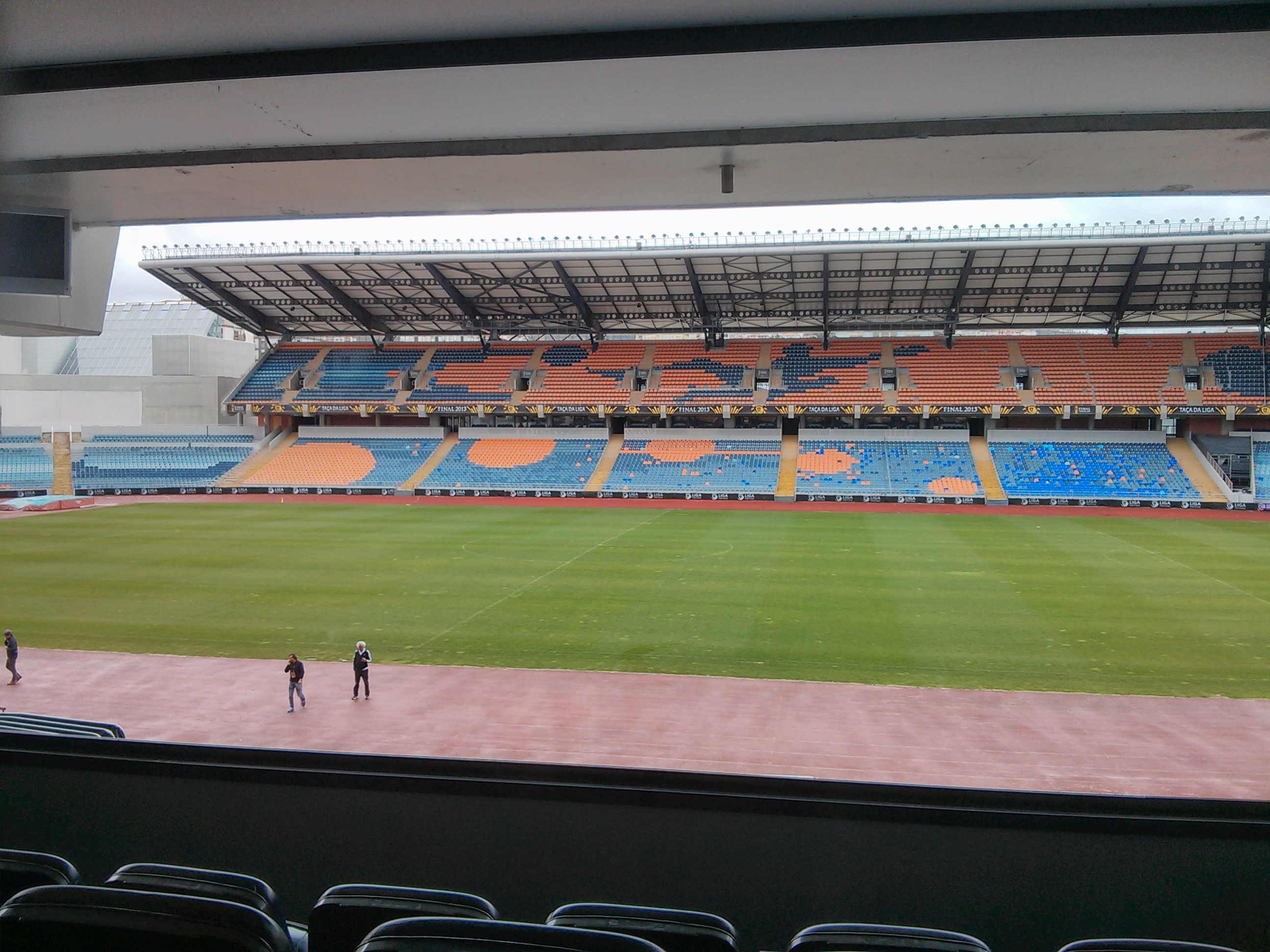
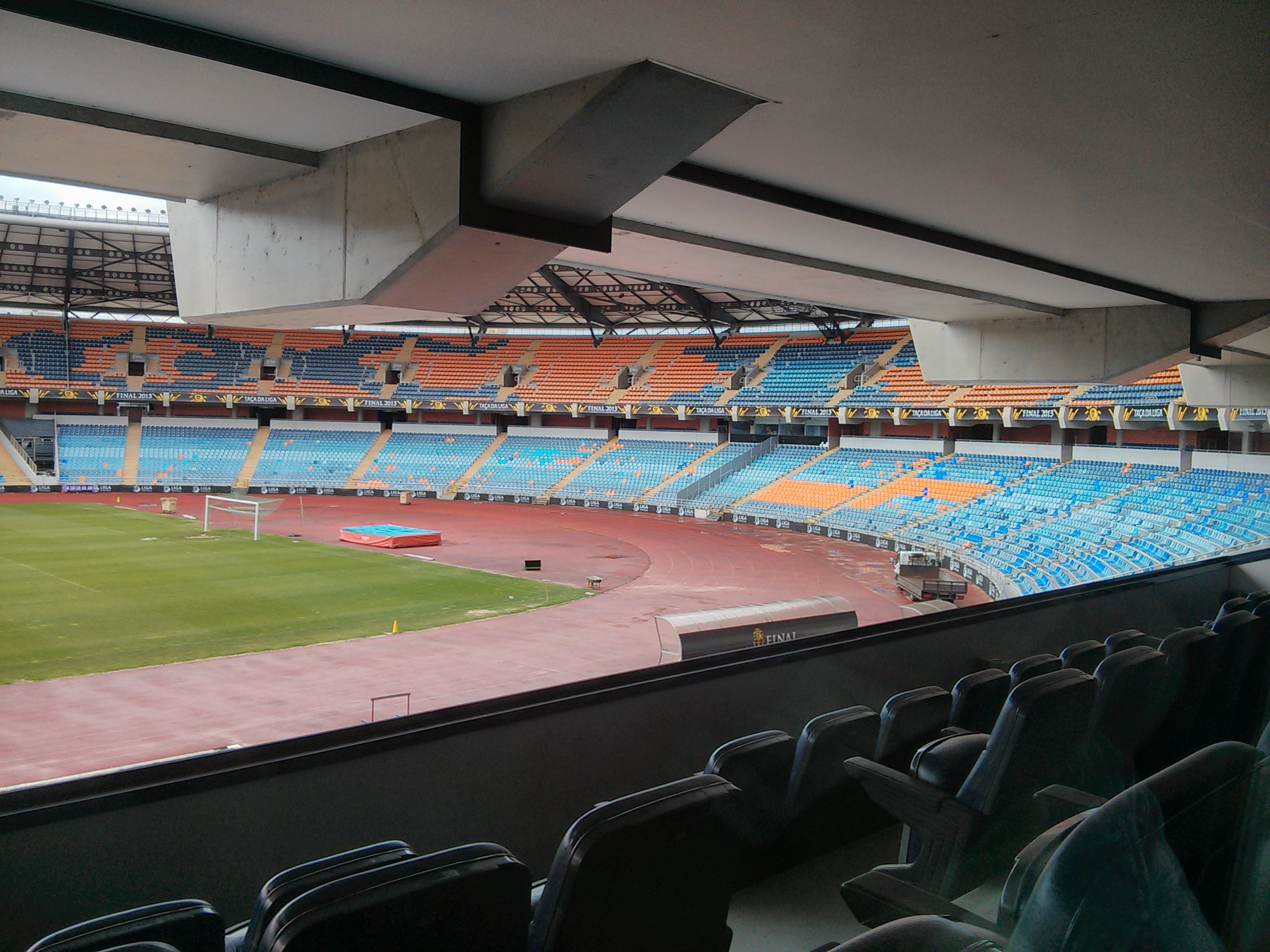
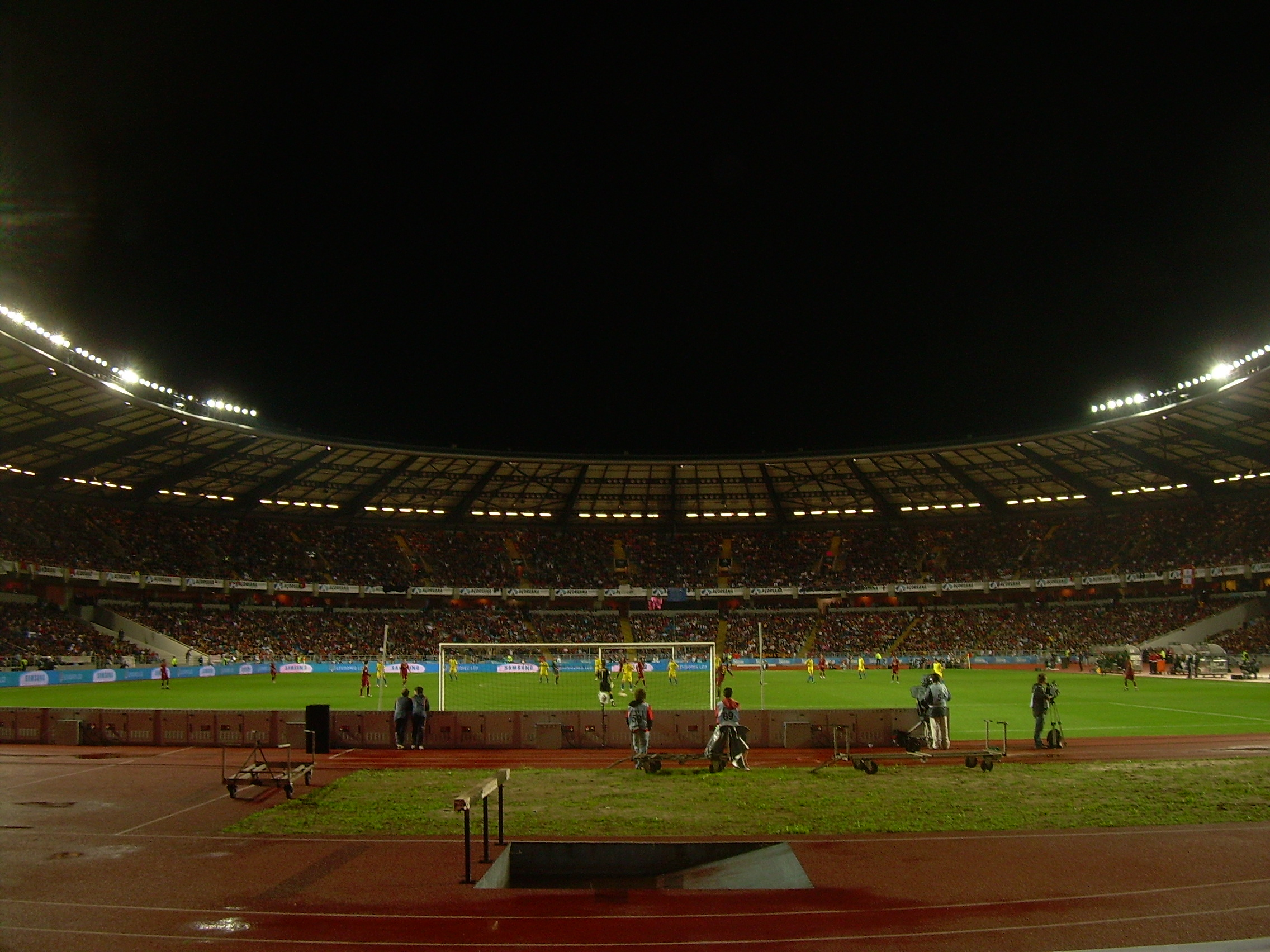

| 28 de abril de 2004, 21:15 | Portugal                      | 2:2 (1:1) | Suecia                           | Estadio Ciudad de Coímbra, Coímbra    |                                       |
|                            | Pauleta 32' Nuno Gomes 90'+1' |           | Kallstrom 16' Rui Jorge (ag) 85' | Árbitro(s): Darko Ceferin (Eslovenia) | Árbitro(s): Darko Ceferin (Eslovenia) |

| 12 de noviembre de 2005, 21:15 | Portugal              | 2:0 (1:0) | Croacia | Estadio Ciudad de Coímbra, Coímbra                                  |                                                                     |
|                                | Petit 31' Pauleta 65' |           |         | Asistencia: 15.000 espectadores Árbitro(s): Kim Nielsen (Dinamarca) | Asistencia: 15.000 espectadores Árbitro(s): Kim Nielsen (Dinamarca) |

| 16 de noviembre de 2006, 21:00 | Portugal                            | 3:0 (2:0) | Kazajistán | Estadio Ciudad de Coímbra, Coímbra                               |                                                                  |
|                                | Simão 8', 84' Cristiano Ronaldo 30' |           |            | Asistencia: 30.075 espectadores Árbitro(s): René Rogalla (Suiza) | Asistencia: 30.075 espectadores Árbitro(s): René Rogalla (Suiza) |